# Gmina Silver (hrabstwo Cherokee)

Położenie Gminy Silver w hrabstwie Cherokee

Gmina Silver (ang. Silver Township) – gmina w USA, w stanie Iowa, w hrabstwie Cherokee. Według danych z 2000 roku gmina miała 262 mieszkańców, a jej powierzchnia wynosi 92,48 km².